# Liszó
Liszó je vas na Madžarskem, ki upravno spada v podregijo Nagykanizsa Županije Zala. V 18.-19. stoletju so živeli Slovenci v Liszóju. Tukaj se je rodil Štefan Smodiš pisatelj.